# David Benioff
David Benioff (/ˈbɛniɒf/; născut David Friedman /ˈfriːdmən/, n. 25 septembrie 1970, New York City, New York, SUA) este un producător de televiziune, scriitor și regizor american. Împreună cu colaboratorul său DB Weiss, este cel mai bine cunoscut ca co-creatorul și scenaristul serialului Urzeala tronurilor, adaptarea HBO a seriei de cărți de George R. R. Martin „Cântec de gheață și foc”.

## Biografie

### Autor
| Titlu                                    | An   | Tip                          | Notă |
| ---------------------------------------- | ---- | ---------------------------- | --- |
| Ora a 25-a                               | 2001 | Roman                        | Paperback: 224 de pagini Distribuitor: Plume ; Reeditare ediție (29 ianuarie 2002) Limba: engleză ISBN: 0-452-28295-0 |
| Când Nines Roll Over (și alte povestiri) | 2004 | Colecția de scurte povestiri | Hardcover: 223 de pagini Editura: Viking Books (19 august 2004) Limba: engleză ISBN: 0-670-03339-1                    |
| Orașul hoților                           | 2008 | Roman                        | Hardcover: 281 de pagini Editura: Viking Books (15 mai 2008) Limba: engleză ISBN: 0-670-01870-8                       |